# 阿拉波朗
阿拉波朗是巴西米纳斯吉拉斯州的一个市镇。总面积298.49平方公里，总人口6113人，人口密度20.5人/平方公里。